# Шелупець Дмитро Вікторович
Дмитро́ Ві́кторович Шелупець (4 лютого 1989 — 11 лютого 2015) — старший солдат Збройних сил України.

## Життєпис
2007 року закінчив Ріпкинську ЗОШ, № 2, в Чернігівському будівельному ліцеї здобув спеціальність «столяр-верстатник деревообробних верстатів». 2008 року призваний на контрактну військову службу, А 0870 — полк зв'язку, Чернігів. Після розформування частини продовжив військову службу, Семиполки Броварського району.
Старший водій-електрик, 2-й об'єднаний польовий вузол зв'язку ГШ.
11 лютого 2015-го у боях під Дебальцевим зазнав важких поранень внаслідок обстрілу бойових позицій артилерією терористів. Помер від поранень під час транспортування до лікарні міста Артемівська.
Без Дмитра лишилась мама.
15 лютого 2015-го похований у смт Ріпки.

## Нагороди
За особисту мужність і героїзм, виявлені у захисті державного суверенітету та територіальної цілісності України, вірність військовій присязі під час російсько-української війни, відзначений — нагороджений
- орденом «За мужність» III ступеня (посмертно)